# 哈里·哈丁
哈里·哈丁（英語：Harry Harding，1990年6月16日—），艺名大哈、Hazza Harding或Hazza，澳大利亚主持人兼歌手。

## 经历
哈丁曾担任香港衛視《東邊西邊》主持人、广东广播电视台国际频道《英语新闻》（Guangdong Report）主持人。哈丁也同时为广东广播电视台其他部门和新华社英文网站供稿。
哈丁在Twitter评论2020年赵立坚推图事件时向赵立坚致敬，並表示替澳大利亞軍隊殺害阿富汗人感到非常惭愧和抱歉，還自稱考虑放弃澳洲的国籍，不想回到自己國家。毕年10月，他收到一位自稱在上海一家智庫工作的女子發來的信息，邀約他寫稿，并询问有没有来自澳洲国防部的好友或政界人物。哈丁怀疑该女性为外宣或间谍部门工作而拒绝该邀请，随后向澳大利亚联邦警察局和澳大利亚安全情报组织报告此事。他于2023年向澳大利亚媒体告知其经历。
哈丁于2022年11月离开中国返回澳大利亚，攻读国际关系硕士。

## 音樂作品
- 《该走的都走吧》（2012年，由種子音樂属下公司发行）
- 《无所不欢》（2014年，由滚石移动属下公司发行，与吴欢合作）
- 《绅士先生》（2015年，由種子音樂属下公司发行）

## 奖项
- 56网 56首映礼2011年度最受欢迎网络红人[8]
- 广州广播电视台2013广州新音乐金曲排行榜最佳新人奖 铜奖[9]
- 广东记协2016年度广东新闻奖 一等奖（广电类国际传播奖项）[10]
- 中国记协第二十七届中国新闻奖 一等奖（国际传播）[11]